# Haitiophis anomalus
Haitiophis anomalus (гаїтянський полоз) — вид змій родини полозових (Colubridae). Ендемік острова Гаїті. Це єдиний представник монотипового роду Haitiophis.

## Опис
Гаїтянський полоз — це найбільший полоз Америки та найбільша змія Карибів. Його середня довжина становить 2 м. Верхня частина тіла у змії переважно коричнева, нижня частина тіла жовтувато-бліда.

## Поширення й екологія
Гаїтянські полози раніше зустрічалися по всьому острову Гаїті, але з часом їх ареал скоротився, і наразі вони зустрічаються переважно на південному заході Домініканської Республіки, у посушливих районах навколо озера Енрикільйо та у провінції Педерналес, а також, у вигляді реліктової популяції, в провінції Монте-Крісті. Також вид зустрічається на острові Беата в Домініканській Республіці та на острові Тортуга на Гаїті. Гаїтянські полози живуть переважно в сухих колючих склерофітних рідколіссях, а також в оазах і річкових долинах у перехідній зоні до більш мезофільних лісів, на висоті від −30 до 500 м над рівнем моря. Вони живляться переважно жабами і ящірками, зокрема анолісами, однак також були зафіксовані випадки поїдання товстодзьобих ані, хатніх мишей та удавів Chilabothrus. Відкладають яйця.

## Збереження
МСОП класифікує цей вид як вразливий. Haitiophis anomalus загрожує знищення природного середовища та хижацтво з боку інтродукованих мангустів і кішок.